# HD 4382
HD4382 — хімічно пекулярна зоря спектрального класу B8, що має видиму зоряну величину в смузі V приблизно 5,4.
Вона  розташована на відстані близько 803,3 світлових років від Сонця.

## Пекулярний хімічний вміст
Зоряна атмосфера HD4382 має підвищений вміст 
Mn
.